# Carmela Cortini-Pedrotti
Carmela Cortini-Pedrotti (18 de octubre de 1931 - 29 de abril de 2007) fue una botánica, brióloga, profesora, taxónoma, conservadora, y exploradora italiana.

## Carrera
En 1954, se graduó por la Universidad de Florencia en Ciencias Naturales; en 1955 en Ciencias Biológicas; y, en 1966 en Ciencias Forestales. Estaba orgullosa de haber sido la primera mujer en Italia en obtener un título en el sector forestal. De 1955 a 1964 trabajó como asistente y profesora adjunta de Botánica Farmacéutica en el Instituto Botánico de la Universidad de Florencia, centrándose inicialmente en la investigación sobre citología y embriología vegetal. En marzo de 1959, con el patrocinio del profesor Alberto Chiarugi, la nombraron directora de conservación en el Herbario Criptogámico Central Italiano de Florencia Archivado el 17 de marzo de 2016 en Wayback Machine.; A partir de entonces se intensificó su actividad en el campo de la briología, examinando su flora y sistemática, así como ecología y biogeografía. En 1962 se trasladó a la Universidad de Camerino, donde se convirtió en profesora de botánica sistemática y directora del Instituto de Botánica, más tarde, Departamento de Botánica y Ecología, proporcionando notables conducción de la biblioteca departamental y los jardines botánicos.

## Algunas publicaciones
- carmela Cortini-Pedrotti. 1992. Check-list of the Mosses of Italy. Fl. Medit. 2: 119 - 221.

- -------------------------------, m. Aleffi. 2001.a Rhizoidal tubers in Bryum dunense A.J.E.Sm. & H. Whitehouse and leafy gemmae in B. veronense De Not. Lindbergia 26: 157-158,

- ------------------------------. 2001b. Flora dei Muschi d'Italia. Sphagnopsida, Andreaeopsida, Bryopsida (I parte). Ed. Antonio Delfino, Roma, p. xii + 817 ISBN 88-7287-250-2

- ------------------------------. 2001c. New check-list of the Mosses of Italy. Fl. Medit. 11: 23-107.

- ------------------------------, m. Aleffi. 2002a. Considerazioni biogeografiche sulla flora briologica italiana. Braun-Blanquetia 31: 7-13.

- ------------------------------, f. Lara, r. Garilleti, v. Mazimpaka. 2002b. Confirmation of the identity of Orthotrichum arcangelianum Massari through the study of type specimens and report of new original material of O. gracile Herzog hom. illeg. J. Bryol. 24(1): 81-83.

- ------------------------------, m. Aleffi, d. Gafta. 2003a. Patrons bryogéographiques dans les petites îles autour de la Péninsule italienne, de Sicile et Sardaigne. Bocconea 16 (1): 93-103.

- ------------------------------. 2003b. The flora and vegetation of springs and waterways of the Gargano Promontory (Southern Italy). Abstracts 46th Symposium of the International Assoc. for vegetation Sci. 8-14 de junio, Nápoles.

- ------------------------------, m. Aleffi, r. Tacchi. 2004a. Flora briologica e aspetti biogeografici dell’Isola di Zannone (Arcipelago Pontino, Lazio) e dell’Isola di San Pietro (Isole Chéradi, Puglia). Webbia 59 (1): 1-18.

- ------------------------------. 2005a. Flora dei Muschi d’Italia. Bryopsida (II parte). Ed. Antonio Delfino, Roma, p. x + 818-1235.

- ------------------------------, m. Aleffi, r. Tacchi. 2005b. Considerazioni sulla ricerca briologica in Italia negli ultimi vent’anni. Inform. Bot. Ital. 37 (1A): 66-67.

- ------------------------------, -----------, -----------. 2005c. Chorology of the Genus Sphagnum L. in Italy. Abstracts of Stelvio 70.ª Conference, Rabbi Valley, 8-11 sept 2005: 151-152.

- ------------------------------. 2005d. Segnalazione di Scorpidium scorpioides (Hedw.) Limpr. per gli ambienti umidi dell’Altopiano del Calisio (Trento). Abstracts of Stelvio 70.ª Conference, Rabbi Valley, 8-11 sept 2005: 168.

- ------------------------------. 2005e. Alnetum incanae in the Val di Lamare (Ortles-Cevedale Group). Abstracts of Stelvio 70.ª Conference, Rabbi Valley, 8-11 sept 2005: 191, (2005) (in coll. with Pedrotti F.)

- ------------------------------, m. Aleffi, r. Tacchi. 2006a. Flora briologica della Riserva Naturale “Montagna di Torricchio”. La Riserva Naturale di Torricchio 12: 25-59.

- ------------------------------, -----------, -----------. 2006b. Biogeographical characterization of the bryological flora of the "Montagna di Torricchio" Nature Reserve (Central Italy). En: Gafta D. & Akeroyd J. (eds.) Nature Conservation: concepts and practice, p. 123-130. Springer Verlag, Heidelberg.

- ------------------------------, -----------, -----------. 2008. La Botanica sistematica a Camerino (1826-2005). L’uomo e l’ambiente 49: 1-41.

- ------------------------------, -----------, -----------. 2008. Check-list of the Hornworts, Liverworts and Mosses of Italy. Bocconea, 22: 1-256.

## Honores

### Membresías
- Accademia Italiana di Scienze Forestali[5]

### Eponimia
- Jardín botánico «Carmela Cortini» de la Universidad de Camerino.[6]
- La abreviatura «Cort.-Pedr.» se emplea para indicar a Carmela Cortini-Pedrotti como autoridad en la descripción y clasificación científica de los vegetales.[7]